# Hednota longipalpella
Espèce
Synonymes
- Eromene longipalpella Meyrick, 1879[1]

Hednota longipalpella est une espèce de lépidoptères (papillons) de la famille des Crambidae qui se rencontre dans la plus grande partie de l'Australie.

## Systématique
L'espèce Hednota longipalpella a été initialement décrite en 1891 par Edward Meyrick sous le protonyme de Eromene longipalpella.